# René Fonjallaz
René Fonjallaz (Berna, 1907 – 26 dicembre 1993) è stato un bobbista svizzero.

## Biografia
Viene ricordato come vincitore di una medaglia d'argento nella sua disciplina, ottenuta ai campionati mondiali del 1931 (edizione tenutasi a Sankt Moritz, Svizzera) insieme ai suoi connazionali Gustave Fonjallaz, N. Buchheim e Gaston Fonjallaz
Il loro tempo fu migliore rispetto a quello della nazionale britannica (medaglia di bronzo), ma vennero superati da quella tedesca (medaglia d'oro). 